# Allium scorodoprasum

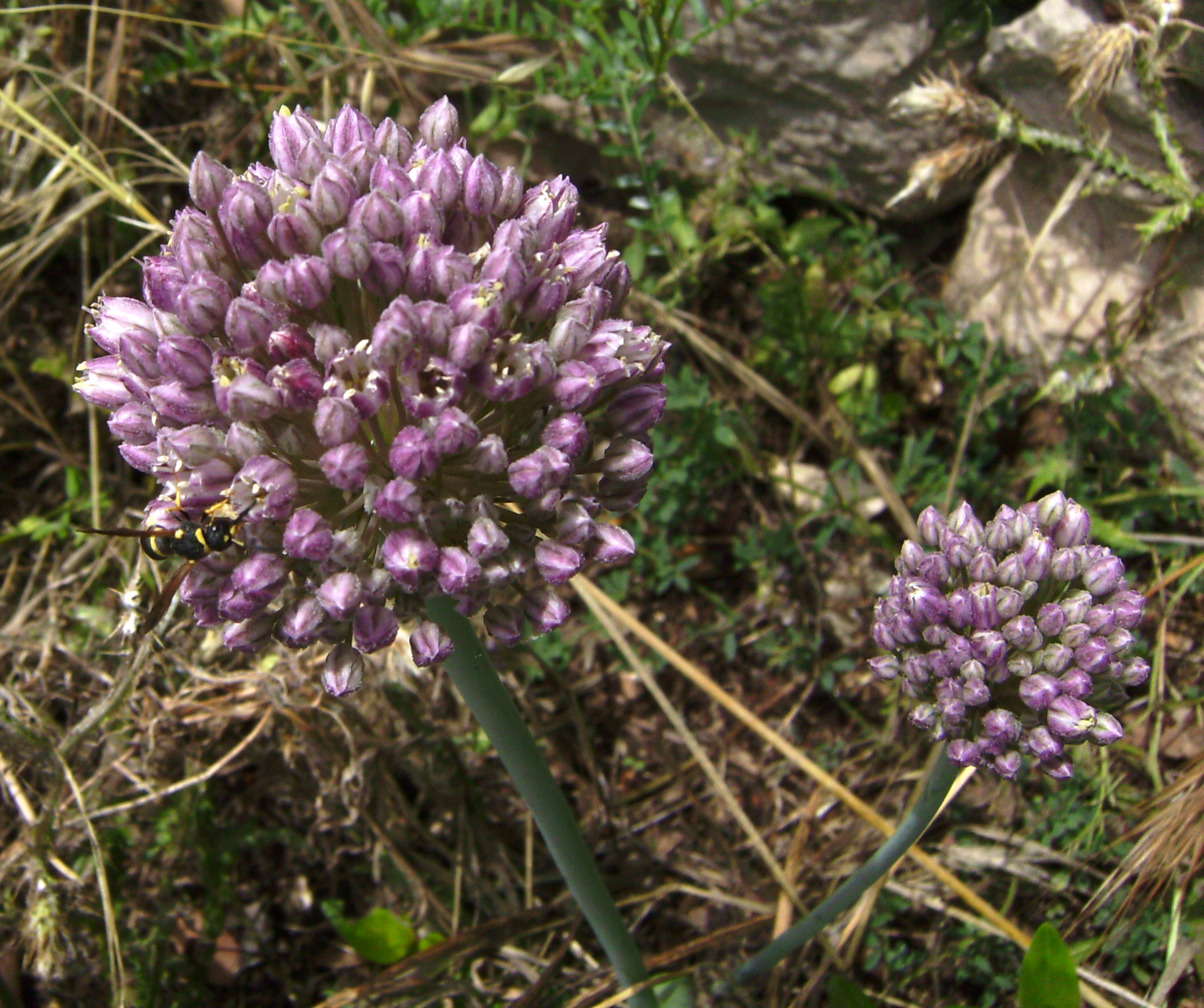
Flors dAllium scorodoprasum ssp rotundum (all rodó) a Castelltallat

Allium scorodoprasum és una espècie de planta angiosperma perenne del gènere Allium, dins la família de les amaril·lidàcies.
És comestible, però es cultiva poques vegades.

## Descripció de la planta silvestre
Floreix de juny a agost. Els tèpals de les flors són de color purpuri o roses; els estams són interns (no sobresurten de les flors), les anteres són purpúries; bulbs amb la túnica externa purpúria o negrosa i amb bulbils laterals hemisfèrics purpuris o violacis. Les fulles fan de 15 a 20 cm x 0,4 a 1 cm i són àmpliament linears.

## Distribució
Aquesta espècie és nativa d'Europa i el llevant mediterrani, però no es troba present als Països Catalans. A l'obra Flora dels Països Catalans d'Oriol de Bolòs i Josep Vigo apareix citada com la subespècie rotundum, però avui dia ja no es reconeix la subespècie i hom la considera un sinònim de l'espècie Allium rotundum.